# 49. Legislaturperiode der Schweizer Bundesversammlung
Die 49. Legislaturperiode der Schweizer Bundesversammlung dauerte vom 5. Dezember 2011 bis zum 30. November 2015. Tagungsort des National- und des Ständerates war das Bundeshaus in Bern.

## Sessionen
In der Regel finden vier dreiwöchige Sessionen der Bundesversammlung pro Kalenderjahr statt. Bei hohem Arbeitsanfall oder aufgrund ausserordentlicher Ereignisse können die Räte zu zusätzlichen Sessionen einberufen werden (Sondersessionen oder ausserordentliche Sessionen). In der 49. Legislaturperiode fanden zusätzlich zu den ordentlichen Sessionen folgende Sondersessionen statt:
- Ausserordentliche Session Ständerat: 6. Dezember 2011
- Ausserordentliche Session Ständerat: 21. Dezember 2011
- Sondersession Nationalrat: 2.–3. Mai 2012
- Ausserordentliche Session Ständerat: 14. März 2012
- Ausserordentliche Session Ständerat: 15. März 2012
- Sondersession Nationalrat: 15.–17. April 2013
- Ausserordentliche Session Nationalrat: 17. April 2013
- Sondersession Nationalrat: 5.–8. Mai 2014
- Sondersession Nationalrat: 4.–6. Mai 2015

## Zusammensetzung
| Partei | Partei                              | Abk.   | Sitze Gesamt | Nationalrat | Ständerat | Veränderung |
| ------ | ----------------------------------- | ------ | ------------ | ----------- | --------- | ----------- |
|        | Schweizerische Volkspartei 1        | SVP    | 59           | 54          | 5         | −10         |
|        | Sozialdemokratische Partei          | SP     | 57           | 46          | 11        | +5          |
|        | FDP.Die Liberalen                   | FDP    | 41           | 30          | 11        | −6          |
|        | Christlichdemokratische Volkspartei | CVP    | 41           | 28          | 13        | −5          |
|        | Grüne Partei                        | GPS    | 17           | 15          | 2         | −5          |
|        | Grünliberale Partei                 | glp    | 14           | 12          | 2         | +10         |
|        | Bürgerlich-Demokratische Partei 1   | BDP    | 10           | 9           | 1         | +10         |
|        | Evangelische Volkspartei            | EVP    | 2            | 2           | –         | 0           |
|        | Lega dei Ticinesi                   | Lega   | 2            | 2           | –         | +1          |
|        | Christlichsoziale Partei Obwalden   | CSP OW | 1            | 1           | –         | +1          |
|        | Mouvement citoyens genevois         | MCG    | 1            | 1           | –         | +1          |
|        | Eidgenössisch-Demokratische Union   | EDU    | 0            | 0           | –         | −1          |
|        | Partei der Arbeit                   | PdA    | 0            | 0           | –         | −1          |
|        | parteilos                           |        | 1            | 0           | 1         | +1          |

Während der Legislatur ergaben sich verschiedene Veränderungen.

## Präsidien

### Nationalrat
| Amtsdauer | Amtsdauer | Ratspräsident      | Kanton           | Bemerkungen     |
| --------- | --------- | ------------------ | ---------------- | --------------- |
|           | 2011      | Paul Rechsteiner   | St. Gallen       | Alterspräsident |
|           | 2011/2012 | Hansjörg Walter    | Thurgau          |                 |
|           | 2012/2013 | Maya Graf          | Basel-Landschaft |                 |
|           | 2013/2014 | Ruedi Lustenberger | Luzern           |                 |
|           | 2014/2015 | Stéphane Rossini   | Wallis           |                 |

### Ständerat
| Amtsdauer | Amtsdauer | Ratspräsident    | Kanton                 | Bemerkungen |
| --------- | --------- | ---------------- | ---------------------- | ----------- |
|           | 2011/2012 | Hans Altherr     | Appenzell Ausserrhoden |             |
|           | 2012/2013 | Filippo Lombardi | Tessin                 |             |
|           | 2013/2014 | Hannes Germann   | Schaffhausen           |             |
|           | 2014/2015 | Claude Hêche     | Jura                   |             |

## Fraktionschefs
| Fraktion  | Fraktion                                      | Amtsdauer          | Fraktionschef        | Kanton           |
| --------- | --------------------------------------------- | ------------------ | -------------------- | ---------------- |
|           | Fraktion der Schweizerischen Volkspartei      | 2001–2012          | Caspar Baader        | Basel-Landschaft |
| 2012–2017 | Fraktion der Schweizerischen Volkspartei      | Adrian Amstutz     | Bern                 |                  |
|           | Sozialdemokratische Fraktion                  | 2006–2012          | Ursula Wyss          | Bern             |
| 2012–2015 | Sozialdemokratische Fraktion                  | Andy Tschümperlin  | Schwyz               |                  |
|           | FDP-Liberale Fraktion                         | 2008–2015          | Gabi Huber           | Uri              |
|           | Fraktion CVP/EVP                              | 2005–2014          | Urs Schwaller        | Freiburg         |
| seit 2014 | Fraktion CVP/EVP                              | Filippo Lombardi   | Tessin               |                  |
|           | Grüne Fraktion                                | 2010–2013          | Antonio Hodgers      | Genf             |
| seit 2013 | Grüne Fraktion                                | Balthasar Glättli  | Zürich               |                  |
|           | Grünliberale Fraktion                         | seit 2011          | Tiana Angelina Moser | Zürich           |
|           | Fraktion der Bürgerlich-Demokratischen Partei | 2011–2015          | Hansjörg Hassler     | Graubünden       |
| seit 2015 | Fraktion der Bürgerlich-Demokratischen Partei | Rosmarie Quadranti | Zürich               |                  |

## Mitglieder des Nationalrates
- Liste der Mitglieder des Schweizer Nationalrats in der 49. Legislaturperiode[10]

## Mitglieder des Ständerates
- Liste der Mitglieder des Schweizer Ständerats in der 49. Legislaturperiode[11]